# Мілова (притока Калитви)
Мілова (рос. Река Меловая) — річка в Україні й Росії у Міловському й Чертковському районах Луганської й Ростовської областей. Права притока річки Калитви (басейн Азовського моря).

## Опис
Довжина річки 43 км, площа басейну водозбору 277 км². Найкоротша відстань між витоком і гирлом — 26,39 км, коефіцієнт звивистості річки — 1,63. Формується багатьма балками та загатами.

## Розташування
Бере початок на північній околиці села Діброва. Тече переважно на південний схід через населені пункти Росії Галдин, Касьяновку, Федоровку Чертково і у Маньково-Калитвинськолму впадає в річку Калитву, ліву притоку Сіверського Дінця.